# Red biológica

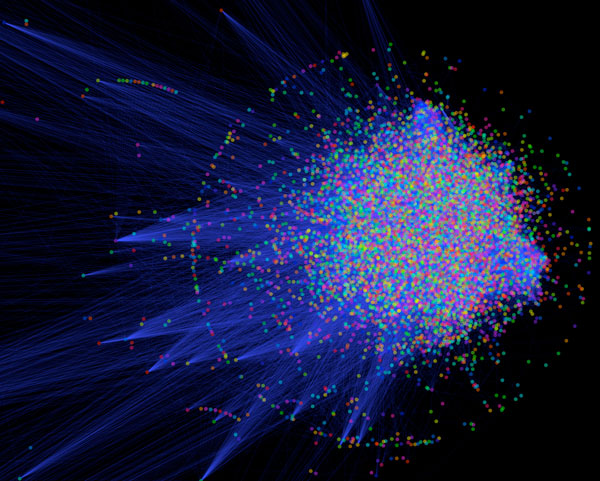
Red Human Interactome visualizada por Cytoscape 2.5.

Una red biológica es una red aplicada a sistemas biológicos. Una red es un sistema con subunidades conectadas entre sí dentro de un todo, como unidades de especies conectadas dentro de una red trófica. Las redes biológicas proveen una representación matemática de conexiones que se pueden encontrar en estudios de ecología, evolución y fisiología; por ejemplo, las redes neuronales. El análisis de las redes biológicas referente a las enfermedades humanas ha dado lugar al campo de la medicina de redes.

## Biología de redes y bioinformática
Los sistemas biológicos complejos pueden representarse analizarse como redes computables. Por ejemplo, los ecosistemas pueden modelarse como redes de especies o una proteína puede ser modelada como una red de aminoácidos. A su vez, los  aminoácidos pueden representarse como una red de átomos conectados entre sí, como el carbono, el nitrógeno y el oxígeno. Los nodos y los enlaces son los componentes básicos de una red. Los nodos representan unidades dentro de la red, mientras que los enlaces representan las interacciones entre las unidades. Los nodos pueden representar un gran rango de unidades biológicas, desde individuos hasta neuronas. Dos propiedades importantes de una red son el grado y la  centralidad de intermediación (<<betweenness>>). El grado es el número de enlaces que conectan a un nodo. La centralidad de intermediación es una medida de cuán central es un nodo dentro de una red. Los nodos con una centralidad alta sirven como puentes entre diferentes partes de una red (por ejemplo, las interacciones deben pasar por este nodo para llegar a otras partes de la red). En redes sociales, los nodos con un grado alto o una centralidad alta pueden jugar un papel importante en la composición total de la red.
Al comienzo de la década de 1980, investigadores comenzaron a visualizar el ADN o los genomas  como el depósito dinámico de un sistema de lenguaje con estados finitos computables, representado como una máquina de estado finito. Nuevas investigaciones sobresistemas complejos también han sugerido puntos de coincidencia en cuanto a la organización de información en problemas de biología, computación y física, tal como el condensado de Bose-Einstein (un estado especial de la materia) ]]. La bioinformática ha ido cambiando su foco de genes, proteínas y algoritmos de búsqueda a redes de gran escala, comúnmente denotadas –omas, como bioma, genoma, interactoma y proteoma. Tales estudios teóricos han revelado que las redes biológicas comparten muchas propiedades con otras redes como la Internet o las redes sociales.

## Redes en biología

### Redes de interacción proteína-proteína
Muchas de las interacciones proteína-proteína (IPP) que ocurren dentro de una célula forman redes de interacción proteica (RIP) donde las proteínas son nodos y las interacciones entre ellas son los enlaces. Las RIPs son las redes que más se estudian en biología. Existen una docena métodos de detección de IPP para identificar tales interacciones. La técnica del doble híbrido en levadura es una técnica experimental comúnmente utilizada para el estudio de interacciones binarias. Estudios recientes han evidenciado que las redes moleculares se conservan a lo largo de tiempos considerables, en términos evolutivos. Además, se ha descubierto que las proteínas con alto grado de conectancia muestran una mayor probabilidad de ser esenciales para la supervivencia que proteínas con menor grado Esto sugiere que la composición total de la red (y no simplemente las interacciones entre pares de proteínas) es importante para el funcionamiento global de un organismo.

### Redes de regulación génica (redes de interacción ADN-proteína)
La actividad de los genes es regulada por factores de transcripción, proteínas que se unen típicamente al ADN. La mayoría de los factores de transcripción se unen a múltiples sitios de unión de un genoma. Como resultado, todas las células poseen una red compleja regulatoria. Por ejemplo, el genoma humano codifica para alrededor de 1400 factores de transcripción que regulan la expresión de más de 20.000 genes humanos (11). Las tecnologías para estudiar redes de regulación génica incluyen ChIP-chip, ChIP-seq y CliP-seq.

### Redes de co-expresión génica (redes de asociación transcripto-transcripto)
Estas redes pueden interpretarse como redes de asociación entre variables que miden la abundancia de transcriptos. Proveen un análisis de datos de microarreglos de ADN, datos ARN-seq, datos de miARN, etc. El análisis de redes de co-expresión génica ponderadas es ampliamente usado para identificar módulos de co-expresión y genes <<hub>> intramodulares. Los módulos de co-expresión pueden corresponder a tipos o vías celulares. Los <<hubs>> intramodulares que están altamente conectados pueden interpretarse como representativos de su módulo respectivo.

### Redes metabólicas
Los compuestos químicos de una célula están conectados por reacciones químicas que convierten un compuesto en otro. Las reacciones son catalizadas por enzimas. Así, todos los compuestos de una célula son parte de una intricada red bioquímica de reacciones, llamada red metabólica. Es posible utilizar el análisis de redes para inferir cómo la selección actúa sobre las vías metabólicas.

### Redes de señalización
Las señales son transducidas dentro de una célula o entre células, y así forman redes complejas de señalización. Por ejemplo, la vía MAPK/ERK es transducida desde la membrana celular al núcleo a través de una serie de interacciones proteína-proteína, reacciones de fosforilación y otros eventos. Las redes de señalización típicamente integran las redes de interacción proteína-proteína, las redes de regulación génica y las redes metabólicas.

### Redes neuronales
Las interacciones complejas que ocurren en el cerebro lo hacen un candidato perfecto para la aplicación de la teoría de redes. Las neuronas en el cerebro están profundamente conectadas entre sí, lo cual resulta en una la presencia de redes complejas en los aspectos estructurales y funcionales del cerebro. Por ejemplo, se han mostrado propiedades de redes de pequeño mundo en conexiones entre áreas corticales del cerebro de primates o durante la deglución en humanos. Esto sugiere que las áreas corticales del cerebro no están directamente conectadas entre sí, sino que la mayoría de las áreas pueden ser accedidas desde todas las otras a través de unas pocas interacciones.

### Redes tróficas (redes alimentarias)
Todos los organismos están conectados a través de interacciones de alimentación. En otras palabras, si una especie se alimenta de o es consumida por otra especie, ambas están conectadas entre sí, y pertenecen a una red intricada de interacciones predador-presa. La estabilidad de estas interacciones ha sido una pregunta clave en la disciplina de la ecología Es decir, qué ocurre con la red si se remueven ciertos individuos: ¿se adapta o colapsa? El análisis de redes puede ser utilizado para estudiar cómo la remoción de especies influencia la red como un todo. Esto es particularmente importante al considerar la potencial pérdida de especies debida al cambio climático global. También se puede explorar la estabilidad de la red trófica y determinar si ciertas propiedades resultan en redes más estables.

### Redes de interacción entre especies
En biología, las interacciones de a pares han sido históricamente objeto de estudio intenso. Dados los avances recientes en ciencia de redes ha sido posible escalar este tipo de interacciones para incluir individuos de muchas especies en numerosos grupos de interacciones y comprender la estructura y función de redes ecológicas mayores. El uso del análisis de redes permite el estudio de varios tipos de interacciones (de competitivas a cooperativas) utilizando el mismo marco. Por ejemplo, las interacciones planta-polinizador son mutuamente beneficiosas y suelen incluir varias especies diferentes de plantas como de animales. Estas interacciones son críticas para la reproducción de la planta y, a su vez, para la acumulación de recursos en la base de la cadena trófica para consumidores primarios. No obstante, estas redes de interacciones se ven afectadas por presión antrópica. El uso del análisis de redes puede proveer información clave para ejecutar acciones de conservación. Dentro de las redes de polinización, el anidamiento (debido a especialistas que interactúan con un subconjunto de especies en comparación con especies generalistas), la redundancia (dado que las mayoría de las plantas son polinizadas por varios animales) y la modularidad juegan un rol importante en la estabilidad de la red. Estas propiedades pueden ayudar a minimizar el efecto de disturbios de carácter antrópico, a modo de amortiguador. A modo más general, la estructura de las interacciones entre especies dentro de una red ecológica brinda información sobre la diversidad, la riqueza y la robustez de un ecosistema o una comunidad. Los investigadores incluso pueden comparar construcciones actuales de redes de interacción de especies con aquellas reconstrucciones históricas para determinar cómo las redes han ido cambiando con el tiempo. Las investigaciones más recientes están particularmente focalizadas en entender qué propiedades favorecen la estabilidad de la red.

### Redes de interacción intra-especie
El análisis de redes provee la capacidad de cuantificar asociaciones entre individuos, lo que posibilita hacer inferencias hacer de la red a nivel especie o población. Los investigadores interesados en el comportamiento animal de diferentes taxones están comenzando a incorporar este análisis. Aquellos quienes estudian insectos sociales (abejas y hormigas, entre otros) lo utilizan para entender en profundidad la división de trabajo, la asignación de tareas y la optimización de la recolección dentro de las colonias. Otros están interesados en explicar cómo ciertas propiedades de redes a nivel grupo o población pueden explicar comportamientos a nivel individuo. Por ejemplo, un estudio sobre saltarines de cola de alambre (un ave paseriforme) encontró que el grado de un macho predice la habilidad que tiene para escalar en la jerarquía social. Dentro de los “delfines nariz de botella”, el grado y la centralidad de un individuo puede predecir la probabilidad de que exhiba ciertos comportamientos, obtenga más información y lidere grupos de viaje.
El análisis de redes también puede ser utilizado para describir la organización social de una manera más general, lo cual revela importantes mecanismos próximos que promueven el uso de ciertas estrategias comportamentales. Estas descripciones están frecuentemente asociadas a propiedades ecológicas. Por ejemplo, el análisis de red ha revelador diferentes sutiles en la dinámica de grupos (fusión-escición) de dos especies de équidos, la cebra de Grevy y el onagro, que viven en ambientes cambiantes. Las cebras muestran preferencias en sus asociaciones cuando se dividen en grupos más pequeños, mientras que los onagros no lo hacen. También se ha utilizado este análisis para comparar organizaciones sociales de diferentes primates, lo que sugiere que las métricas de redes pueden ser útiles para explicar comportamientos sociales que se ven en ciertos grupos y no en otros.
Finalmente, el análisis de redes también puede revelar importantes variaciones en el comportamiento de los animales de acuerdo con cambios en el ambiente. Por ejemplo, un estudio sobre babuinos hembras (Papio hamadryas ursinus) mostró que existen cambios dramáticos en las relaciones de amistad frente a variaciones en el ambiente. Los cambios ambientales también pueden modificar características individuales consideradas parte de la “personalidad” del individuo. Por ejemplo, las arañas sociales que se agrupan con vecinas más audaces tienen a intensificar ese aspecto de su personalidad. El análisis de redes sociales es una herramienta valiosa al momento de estudiar el comportamiento animal y la ecología social de todas las especies. 